# Sanðhæð
Sanðhæð är en kulle i republiken Island. Den ligger i regionen Austurland, 300 km öster om huvudstaden Reykjavík. Toppen på Sanðhæð är 670 meter över havet.
Trakten runt Sanðhæð är nära nog obefolkad, med mindre än två invånare per kvadratkilometer. Det finns inga samhällen i närheten. Trakten runt Sanðæð består i huvudsak av gräsmarker.